# Salvador Mariscal
Salvador Mariscal Murra (ur. 22 kwietnia 2003 w Torreón) – meksykański piłkarz występujący na pozycji defensywnego pomocnika, od 2023 roku zawodnik Santosu Laguna.